# Calathea
Calathea es un género de plantas de la familia Marantaceae, nativo de América tropical, principalmente de Brasil y Perú, muchas de las especies son populares como plantas hogareñas o de ornato, algunas conocidas como de la plegaria o cebra. Comprendía 287 especies aceptadas, pero, tras su estudio filogenético más de 200 especies fueron asignadas al género Goeppertia.

## Descripción
Son plantas herbáceas, rizomatosas, que en estado espontáneo pueden alcanzar un metro de altura, mientras que si son cultivadas no rebasan los 50-60 cm. Tiene hojas muy hermosas, con extraordinario colorido en alternancia de verdes, rosas y púrpuras, en varias tonalidades y matices.
Se utilizan como plantas de interior: en las regiones tropicales se convierten en espléndidas plantas de jardín.
Al ser una planta selvática, debe permanecer en una estancia cálida de entre (16 y 20 °C), húmeda y en una posición en la que tenga sombra parcial, nunca sol directo. Necesitan luz difusa, nada de sol directo, no soportan temperaturas inferiores a los 18 °C y necesitan ambientes húmedos.
Para su cultivo en maceta requiere de 3 partes de tierra de hojarasca, 3 de tierra de jardín, 3 de turba y 1 parte de arena. El posible cambio de maceta se realiza a finales del invierno. Su multiplicación se hace por división de las plantas al comienzo de la primavera.

## Taxonomía
El género fue descrito por Georg Friedrich Wilhelm Meyer y publicado en Primitiae Florae Essequeboensis . . . 6–7. 1818.

## Especies
Las siguientes son las especies aceptadas:
- Calathea anderssonii H.Kenn.
- Calathea anulque H.Kenn.
- Calathea asplundii H.Kenn.
- Calathea barryi H.Kenn.
- Calathea brenesii Standl.
- Calathea caesariata H.Kenn.
- Calathea calderon-saenzii H.Kenn. & M.Serna
- Calathea carlae H.Kenn.
- Calathea casupito (Jacq.) G.Mey.
- Calathea chiriquensis H.Kenn.
- Calathea cofaniorum H.Kenn.
- Calathea confusa H.Kenn.
- Calathea congesta H.Kenn.
- Calathea croatii H.Kenn.
- Calathea crotalifera S.Watson
- Calathea erythrolepis L.B.Sm. & Idrobo
- Calathea fredgandersii H.Kenn.
- Calathea fredii H.Kenn.
- Calathea galdamesiana H.Kenn. & Rod.Flores
- Calathea gentryi H.Kenn.
- Calathea grandifolia Lindl.
- Calathea guzmanioides L.B.Sm. & Idrobo
- Calathea hagbergii H.Kenn.
- Calathea harlingii H.Kenn.
- Calathea inscripta (W.Bull) N.E.Br.
- Calathea ischnosiphonoides H.Kenn.
- Calathea jondule H.Kenn. & Hammel
- Calathea jerome H.Kenn.
- Calathea lanibracteata H.Kenn.
- Calathea lanicaulis H.Kenn.
- Calathea louisae
- Calathea lasiostachya Donn.Sm.
- Calathea lateralis (Ruiz & Pav.) Lindl.
- Calathea latrinotecta H.Kenn.
- Calathea lutea (Aubl.) E.Mey. ex Schult.
- Calathea marantina (Willd. ex Körn.) K.Koch
- Calathea monstera H.Kenn.
- Calathea multispicata H.Kenn. & M.Serna
- Calathea neillii H.Kenn.
- Calathea neurophylla H.Kenn.
- Calathea nitens (W.Bull) Ender
- Calathea oscariana H.Kenn.
- Calathea platystachya Standl. & L.O.Williams
- Calathea pluriplicata H.Kenn.
- Calathea plurispicata H.Kenn.
- Calathea ravenii H.Kenn.
- Calathea recurvata H.Kenn.
- Calathea retroflexa H.Kenn.
- Calathea rubribracteata H.Kenn.
- Calathea shishicoensis H.Kenn.
- Calathea similis H.Kenn.
- Calathea spiralis H.Kenn.
- Calathea striata H.Kenn.
- Calathea tarrazuensis H.Kenn.
- Calathea timothei H.Kenn.
- Calathea toroi S.Suárez
- Calathea trianae L.B.Sm. & Idrobo
- Calathea utilis H.Kenn.
- Calathea velutinifolia H.Kenn.
- Calathea verruculosa H.Kenn.
- Calathea yawankama H.Kenn.